# Xã Pine Grove, Michigan
Xã Pine Grove (tiếng Anh: Pine Grove Township) là một xã thuộc quận Van Buren, tiểu bang Michigan, Hoa Kỳ. Năm 2010, dân số của xã này là 2.949 người.